# San Lorenzo del Cardezar
San Lorenzo del Cardezar (catalansk: Sant Llorenç des Cardassar) er en by og kommune i det østlige Spanien på øen Mallorca i provinsen De Baleariske Øer. Den har et indbyggertal på 9.331 (2024) indbyggere.